# Kouadio-Yves Dabila
Kouadio-Yves Dabila (Kouassi-Datékro, Gontougo, Costa de Marfil, 1 de enero de 1997) es un futbolista marfileño. Juega de defensa.

## Trayectoria

### Monaco
Dabila debutó profesionalmente en el Monaco el 26 de abril de 2017 en las semifinales de la Copa de Francia contra el París Saint-Germain en reemplazo de Andrea Raggi en el minuto 60, partido que acabó con derrota para el Monaco por 5-0 de visita.

### Lille O. S. C.
El 1 de julio de 2017 fichó por el Lille O. S. C.

#### Cesiones
El 15 de julio de 2019 fue cedido una temporada al Cercle Brugge belga. En el curso 2020-21 continuó en el mismo país después de ser prestado al Royal Excel Mouscron. Tuvo una tercera experiencia en esa misma liga después de llegar en enero de 2022 al R. F. C. Seraing.

### París
El 5 de agosto de 2022 fichó por el Paris F. C. para los siguientes dos años.

## Selección nacional
Fue llamado a la selección de Costa de Marfil para un amistoso contra Togo en marzo de 2018.

## Estadísticas
Actualizado al último partido disputado el 21 de mayo de 2024.
| Club                                                                     | Div.          | Temporada     | Liga  | Liga  | Copas nacionales(1) | Copas nacionales(1) | Copas internacionales | Copas internacionales | Total | Total |
| Club                                                                     | Div.          | Temporada     | Part. | Goles | Part.               | Goles               | Part.                 | Goles                 | Part. | Goles |
| ------------------------------------------------------------------------ | ------------- | ------------- | ----- | ----- | ------------------- | ------------------- | --------------------- | --------------------- | ----- | ----- |
| A. S. Monaco F. C. Francia                                               | 1.ª           | 2016-17       | 0     | 0     | 1                   | 0                   | 0                     | 0                     | 1     | 0     |
| A. S. Monaco F. C. Francia                                               | Total club    | Total club    | 0     | 0     | 1                   | 0                   | 0                     | 0                     | 1     | 0     |
| Lille O. S. C. Francia                                                   | 1.ª           | 2017-18       | 12    | 0     | 3                   | 0                   | —                     | —                     | 15    | 0     |
| Lille O. S. C. Francia                                                   | 1.ª           | 2018-19       | 12    | 0     | 4                   | 0                   | —                     | —                     | 16    | 0     |
| Círculo de Brujas · Bélgica                                              | 1.ª           | 2019-20       | 21    | 1     | 0                   | 0                   | —                     | —                     | 21    | 1     |
| Círculo de Brujas · Bélgica                                              | Total club    | Total club    | 21    | 1     | 0                   | 0                   | —                     | —                     | 21    | 1     |
| Royal Excel Mouscron · Bélgica                                           | 1.ª           | 2020-21       | 7     | 0     | 0                   | 0                   | —                     | —                     | 7     | 0     |
| Royal Excel Mouscron · Bélgica                                           | Total club    | Total club    | 7     | 0     | 0                   | 0                   | —                     | —                     | 7     | 0     |
| Lille O. S. C. Francia                                                   | 1.ª           | 2021-22       | 0     | 0     | 1                   | 0                   | 0                     | 0                     | 1     | 0     |
| Lille O. S. C. Francia                                                   | Total club    | Total club    | 24    | 0     | 8                   | 0                   | 0                     | 0                     | 32    | 0     |
| R. F. C. Seraing · Bélgica                                               | 1.ª           | 2021-22       | 14    | 0     | —                   | —                   | —                     | —                     | 14    | 0     |
| R. F. C. Seraing · Bélgica                                               | Total club    | Total club    | 14    | 0     | 0                   | 0                   | 0                     | 0                     | 14    | 0     |
| Paris F. C. Francia                                                      | 2.ª           | 2022-23       | 10    | 0     | 3                   | 1                   | —                     | —                     | 13    | 1     |
| Paris F. C. Francia                                                      | 2.ª           | 2023-24       | 32    | 3     | 4                   | 0                   | —                     | —                     | 36    | 3     |
| Paris F. C. Francia                                                      | Total club    | Total club    | 42    | 3     | 7                   | 1                   | 0                     | 0                     | 49    | 4     |
| Total carrera                                                            | Total carrera | Total carrera | 108   | 4     | 16                  | 1                   | 0                     | 0                     | 124   | 5     |
| (1) Incluye datos de la Copa de Francia y la Copa de la Liga de Francia. |               |               |       |       |                     |                     |                       |                       |       |       |